# فرانکو برتینتی
فرانکو برتینتی (ایتالیایی: Franco Bertinetti; ۲۳ ژوئیهٔ ۱۹۲۳ – ۶ مارس ۱۹۹۵) شمشیرباز اهل ایتالیا بود.
وی در مسابقات کشوری و بین‌المللی در مجموع برندهٔ ۲ مدال طلا شده‌است.